# Nentwigia diffusa
Nentwigia diffusa är en spindelart som beskrevs av Alfred Frank Millidge 1995. Nentwigia diffusa ingår i släktet Nentwigia och familjen täckvävarspindlar. Inga underarter finns listade i Catalogue of Life.